# يعقوبية مستنقعية
يعقوبية مستنقعية أو شيخة مستنقعية (الاسم العلمي: Jacobaea paludosa)، نوع نبات من جنس اليعقوبية وفصيلة النجمية التي يمكن العثور عليها في شمال إيطاليا، وفي كل مكان في أوروبا (باستثناء فنلندا وأيسلندا وأيرلندا والنرويج والبرتغال وروسيا).